# Kulturzentrum Ostpreußen
Das Kulturzentrum Ostpreußen ist eine Einrichtung, deren Aufgabe die Bewahrung und Pflege des ostpreußischen Kulturerbes ist. Die staatlich geförderte Einrichtung befindet sich im Westflügel des Deutschordensschlosses im mittelfränkischen Ellingen. Neben einer Bibliothek und einem Archiv zur Geschichte Ostpreußens und den Ostpreußischen Landsmannschaften in der Bundesrepublik erarbeitet es regelmäßig Ausstellungen. Diese werden regelmäßig im eigenen Haus sowie in der historischen Region Ostpreußen, d. h. vor allem im heutigen Polen gezeigt.

## Geschichte, institutionelle Struktur und Förderung
Nachdem am 16. September 1978 der Freistaat Bayern die Patenschaft über die Landsmannschaft Ostpreußen übernommen hatte, wurde gemeinsam eine geeignete „Stätte zur Erhaltung, Pflege und Bewahrung der kulturellen Leistungen Ostpreußens“ gesucht. Diese wurde schließlich im Westflügel des ehemaligen Deutschordensschlosses im mittelfränkischen Ellingen gefunden und in einem Festakt am 25. September 1981 wurde schließlich das Kulturzentrum Ostpreußen eröffnet. Erster Direktor des Kulturzentrums war ab 1981 Wolfgang Freyberg.
Das Kulturzentrum Ostpreußen ist seit 1994 eine Einrichtung der Ostpreußischen Kulturstiftung, mit Unterstützung des Bundes und des Freistaates Bayern.
Im Bericht der Bundesregierung von 2013 zu Maßnahmen nach § 96 BVFG lautet es: „Das Kulturzentrum Ostpreußen steht in der Trägerschaft der Ostpreußischen Kulturstiftung und wird jeweils zur Hälfte vom Bund und vom Freistaat Bayern gefördert. Die Projektförderung des Bundes betrug 215.000 Euro im Jahr 2021 und 220.000 Euro im Jahr 2022.“

## Tätigkeiten

### Dauerausstellung
Im Mittelpunkt steht die ostpreußische Landeskunde und Kulturgeschichte sowie zeitgenössische Kunst. Zunehmende Bedeutung gewinnt die grenzüberschreitende Kulturarbeit und Kooperation mit polnischen, russischen und litauischen Einrichtungen. Da sich das ergiebigste Fundgebiet von baltischem Bernstein in Ostpreußen befindet, beinhaltet das Zentrum zwei Räume, die sich ausschließlich dem Schmuckstein widmen. Ostpreußischer Naturbernstein in vielen Formen und Farben sowie Schmuckstücke und Gebrauchsgegenstände aus der Königsberger Bernsteinmanufaktur sind ausgestellt.
In der musealen Abteilung werden zahlreiche Themen anschaulich dargestellt: Historische Jagdwaffen, Jagdtrophäen, Kupferstiche, Majolika aus der kaiserlichen Manufaktur in Cadinen, die Geschichte der evangelischen Salzburger Exulanten, ein Königsberger Bürgerzimmer mit Möbeln aus dem 19. Jahrhundert sowie Erinnerungsstücke an die große Tradition der Königsberger Schulen und der Albertus-Universität.
Das Modell des ermländischen Bauerndorfs Wolfsdorf zeigt das frühere Leben auf dem Land. Der originale Webstuhl und die handgewebten Textilien geben Einblick in alte handwerkliche Techniken.

### Archiv
Zahlreiche Nachlässe mit wertvollen Unterlagen aus den Bereichen Volkskunde, Literatur und Fotografie sind ein Teil des Archivs. Sondersammlungen wie Bildarchiv, Glasplattennegative und Schulprogrammschriften ergänzen die Bestände. Eine umfangreiche Spezialbibliothek steht zur Verfügung.

### Galerie
Gemälde, Grafiken und Plastiken bedeutender Künstler beherbergt die Galerie im 2. Obergeschoss. Käthe Kollwitz und Lovis Corinth sind ebenso wie Werke der Absolventen der Königsberger Kunstakademie und der Repräsentanten der Künstlerkolonie Nidden auf der Kurischen Nehrung vertreten.

### Wechselausstellungen
Im Laufe seines Bestehens hat das Kulturzentrum bis Juli 2020 54 Kabinettausstellungen sowie 109 Sonderschauen durchgeführt.
Nachfolgend ein Überblick über das Themenspektrum:
Sonderausstellungen (seit 1982)
- 1982: 250 Jahre Trakehnen
- 1984: Edeltraut Abel-Waldheuer
- 1985: Prof. Ernst Grün und seine Schüler[6]
- 1986: Friedrich der Große und die Könige aus dem Hause Hohenzollern
- 1986: Alexander Kolde
- 1987: Erika Durban-Hofmann zum 65. Geburtstag
- 1992: Eitel Klein – Malerei und Grafik
- 1992: Karl Eulenstein – ein ostpreußischer Spätexpressionist
- 1993: Die Hansestädte im Preußenland: Kulm – Thorn – Elbing – Braunsberg – Königsberg – Danzig
- 1994: 100 Jahre Schwermer – echtes Königsberger Marzipan
- 1995: Die Albertina-Universität in Königsberg
- 2003: Mein Bild von Ostpreußen – Fotoausstellung
- 2003: Ostseebilder – Gemälde von Georg Gelbke und Richard Birnstengel
- 2003: Ermländische Kapellen
- 2004: Vor 60 Jahren: Die Wolfsschanze. Hauptquartier – Widerstand – Attentat
- 2004: Erkenntnis – Freiheit – Frieden – Immanuel Kant zum 200. Todestag
- 2005: Vor 60 Jahren: Als die Bomben fielen...
- 2005: Landschaftsportraits von der Kurischen Nehrung zu Fischland und Darß – die Werke des sächsischen Landschaftsmalers Alfred Teichmann
- 2006: Der Fotograf ist da! – Ostpreußen auf alten Aufnahmen des Denkmalamtes Königsberg
- 2006: Moderne russische Kunst – Von der Perestrojka bis zum Millennium 2000
- 2007: Entlang der Weichsel und der Memel – Historische Landkarten und Stadtansichten von Ost- und Westpreußen, Polen und dem Baltikum
- 2009: „Ein Franke zieht ins Preußenland“, Siegfried von Feuchtwangen, die Marienburg und der Deutsche Orden
- 2010: Schloss Friedrichstein in Ostpreußen und die Grafen von Dönhoff
- 2012: Lötzen – die Perle Masurens – 400 Jahre Stadtrechte
- 2013: Fischers Fritz fischt - Fische und Fischfang von der Altmühl bis zum Kurischen Haff
- 2013: Rastenburg in der Vergangenheit
- 2014: AUGUST14 – Der 1. Weltkrieg in Ostpreußen – Triumph und Tragik
- 2016: Die Reichskanzler der Weimarer Republik
- 2016: 800 Jahre Deutscher Orden in seiner Residenz Ellingen
- 2017: Albrecht von Brandenburg-Ansbach und die Reformation im Preußenland
- 2018: Wolfskinder – verlassen zwischen Ostpreußen und Litauen
- 2019: Jerzy Bahr – mein Königsberg
- 2019: Licht über Sand und Haff – Carl Knauf – Maler in Nidden
- 2020: Wilhelm Voigt aus Tilsit – der Hauptmann von Köpenick
- 2023: Von der Kleinbahn bis zum Hofzug. Zur Geschichte der Eisenbahn zwischen Weichsel und Memel
- 2024: Seedienst Ostpreußen[7]
- 2024: Joachim Rágóczy – Samlandansichten[8]
- 2024: Kant & Königsberg (eine zweisprachige Wanderausstellung des Deutschen Kulturforums östliches Europe)

Kabinettausstellungen (1993–2020)
- 1993: Ljudmilla Tambovceva, Malerin aus Königsberg
- 1994: Edith und Hermann Wirth – ein Malerpaar aus Königsberg[9]
- 1999: Vera Macht – eine ostpreußische Malerin
- 1999: Die Malerin Käthe Ruppel
- 2000: Aquarelle von Erich Gindler
- 2001: In memoriam Ute Göbel – Landschaften
- 2003: Der ostpreußische Maler Ernst von Saucken
- 2004: Schlösser und Gutshäuser im südlichen Ostpreußen
- 2005: Walter von Sanden-Guja
- 2007: Die Sektion Königsberg/Pr. des Deutschen Alpenvereins und seine Ostpreußenhütte
- 2009: Lyck – Hauptstadt Masurens
- 2009: Die Franzosen in Memel 1920–1923
- 2010: Franken in Preußen – Preußen in Franken – historische und kulturelle Wechselbeziehungen im Lauf von acht Jahrhunderten
- 2010: Zum 200. Todestag – Königin Luise in Ostpreußen
- 2012: Auf der Suche nach dem einfachen Leben ... – Ernst Wiechert zum 125. Geburtstag
- 2014: Der Deutsche Orden in Franken und im Preußenland
- 2015: Backsteinarchitektur im Ostseeraum
- 2016: 500 Jahre Reinheitsgebot: Bier und Brauereien in Ostpreußen damals und heute
- 2017: Von der Groeben – ein Adelsgeschlecht in Ostpreußen
- 2019: Die Geschichte des Rundfunks in Ostpreußen
- 2019: Eitel Klein – ein fränkisches Künstlerleben
- 2020: Ostpreußische Baudenkmäler und Landschaften – Kohle- und Tuschzeichnungen von Ernst von Glasow

### Publikationen
Das Kulturzentrum Ostpreußen in Ellingen publiziert eigenständige Hefte und Schriften zur Kulturgeschichte Ostpreußens, die insbesondere im Zusammenhang mit Ausstellungsprojekten entstehen.
Eine unvollständige Liste der Publikationen des Kulturzentrums Ostpreußen:
- Seedienst Ostpreußen (2024, 48 Seiten)
- Ellinger Ansichten – Sichtweisen auf eine Stadt (2023, 112 Seiten)
- Von der Kleinbahn bis zum Hofzug – Zur Geschichte der Eisenbahn zwischen Weichsel und Memel (2023, 52 Seiten)
- Bismarck-Türme in Ostpreußen (2022, 28 Seiten)
- Auf der Pirsch in Heide, Wald und Moor – Zur Geschichte der Jagd zwischen Weichsel und Memel (2022, 48 Seiten)
- 40 Jahre Kulturzentrum Ostpreußen (2021, 48 Seiten)
- Heilsberg – Krone und Perle des Ermlands (2021, 24 Seiten)
- Oberland – Die verschwundene Landschaft (2021, 40 Seiten)
- Der Elch – Wildtier, Heimatsymbol, Werbeikone (2021, 32 Seiten)
- Saalfeld – Geschichte der Stadt (2. Aufl. 2021, 28 Seiten)
- Johann Gottfried Herder – Aus Mohrungen in Ostpreußen (2020, 40 Seiten)
- Trakehnen – Ein Pferdeparadies (3. Aufl. 2020, 36 Seiten)
- Alfred Arndt – Aquarelle & Zeichnungen des Elbinger Architekten & Künstlers (2019, 44 Seiten)
- Geschichte aus Stein und Beton – Befestigungen zwischen Weichsel und Memel 1700–1945 (2. Aufl. 2019, 64 Seiten)
- Tilsit - Die Stadt ohne Gleichen! (2019, 32 Seiten)
- August14 – Der 1. Weltkrieg in Ostpreußen (2018, 32 Seiten)
- Der Kreis Rastenburg in der Vergangenheit – Aus der Geschichte bis 1945 (2018, 43 Seiten)
- Bier und Brauereien an der unteren Weichsel damals und heute (2018, 36 Seiten)
- Die Geschichte des Deutschen Ordens – Von der Gründung bis zur Gegenwart (2. Aufl. 2015, 95 Seiten)
- Auf den Spuren des Deutschen Ordens in Deutschland und Europa – Gemälde von Reinhard Bergmann (2014, 45 Seiten)
- Rastenburg in der Vergangenheit – Geschichte der Stadt bis 1945 (2013, 56 Seiten)
- Die Geschichte Johannisburgs bis 1945 (2012, 22 Seiten)
- Ostpreußen wie es war – Kindheitserinnerungen in der Malerei von Helene Dauter (2011, 43 Seiten)
- Rosenberg – Geschichte der Stadt (2010, 28 Seiten)